# Mạnh Mão
Mạnh Mão (chữ Hán: 孟卯, tiếng Thái Na: ᥛᥫᥒᥰ ᥛᥣᥝᥰ, tiếng Shan: မိူင်းမၢဝ် Möngmao, "Mường Mao") là một nhà nước của người Shan từng tồn tại từ khoảng thế kỷ 10 đến giữa thế kỷ 15 ở vùng biên giới Myanmar - Thái Lan - Trung Quốc ngày nay, với trung tâm chính trị được cho là ở vị trí của thành phố Thụy Lệ. Mong là cách phát âm trong tiếng Shan của mường. Ở đây có nậm Mao chảy qua. Mong Mao nổi lên khi có khoảng trống quyền lực do vương quốc Đại Lý ở Vân Nam rơi vào tay người Mông Cổ vào năm 1254. Năm 1448, Mong Mao bị các lực lượng của nhà Minh, Heokam và thế lực khác diệt.